# 암살자 (1972년 영화)
암살자(La Scoumoune)는 이탈리아에서 제작된 호세 지오바니 감독의 1972년 영화이다. 쟝 뽈 벨몽도 등이 주연으로 출연하였다.

## 출연

### 주연
- 쟝 뽈 벨몽도

### 조연
- 알도 버피 랜디
- 클라우디아 카르디날레
- 루치아노 카테나치
- 피에르 콜렛

## 제작진
- 원작자: 호세 지오바니
- 미술: 쟝-자크 카지옷